# Sewarhi
Sewarhi (hindi तमकुही रोड) – miasto w północnych Indiach w stanie Uttar Pradesh, na Nizinie Hindustańskiej.
Populacja miasta w 2001 roku wynosiła 19 763 mieszkańców.